# 長野松竹相生座
長野松竹相生座・長野ロキシー（ながのしょうちくあいおいざ・ながの-）とは、長野県長野市権堂町にある映画館。
古くからの繁華街に位置する、国内最古級の映画館である。

## 概要
1892年（明治25年）に開場した芝居小屋「千歳座」が前身で、建物は増改築が重ねられているものの明治時代当時のものが今も使われている。当初は歌舞伎などが上演されていたが、日本で最初に活動写真が上映された1897年（明治30年）には県内で初めて活動写真の上映が行われた。
映画の時代の到来とともに、1919年（大正8年）に長野演芸館（現 長野映画興行）に買収されて「相生座」と名を改めた。相生座の名は、劇場が面する相生町通り（1913年（大正2年）開通＝現 権堂アーケード通り）に由来する。1972年（昭和47年）には松竹と劇場賃貸契約を交わし、翌年スクリーンを増やし「長野ロキシー」との2館体制として、松竹配給の洋画も上映するようになる。現在では長野映画興行の直営館であり、新作映画のほか、隔月で観客へのアンケートによる「名画特集」が催されている。
建物は既に築120年以上経ち、建築年が明確にわかっている中で日本一古い映画館である高田世界館（新潟県上越市の1911年（明治44年）開館よりも更に古い。

### 沿革
- 1892年（明治25年）12月11日 - 芝居小屋 千歳座が開場。
- 1897年（明治30年）7月8日 - 千歳座で県下で初めて活動写真が上映される。
- 1917年（大正6年）12月25日 - 株式会社長野演芸館、設立。東之門町で映画館「長野演芸館」（1914年（大正3年）開館・1948年（昭和23年）閉館）を営業していた。
- 1919年（大正8年）4月 - 長野演芸館が千歳座を買収し、相生座と改称。
- 1947年（昭和22年）1月 - 運営会社、長野演芸興行株式会社と改称。
- 1953年（昭和28年）1月 - 運営会社、長野映画興行株式会社と改称。
- 1972年（昭和47年）10月 - 松竹株式会社と劇場賃貸契約。
- 1973年（昭和48年） - 館内改修。スクリーンを増設し長野松竹相生座と長野ロキシーの2館体制となる。
- 1984年（昭和59年）4月 - さらにミニシアターを増設し、長野ロキシーが長野ロキシー1・2となる。
- 2006年（平成18年）3月 - 松竹との配給契約を終了し、長野映画興行の直営館となる。
- 2017年（平成29年） - 長野演芸館設立から100周年を迎える。
  - 8月 - 民教協番組『日本のチカラ』で「商店街のニューシネマパラダイス」として当館が取り上げられる[1]。

## スクリーン
3スクリーンがあり、総座席数は516席。
| スクリーン     | 客席  | 音響        | 上映作品 |
| -------------- | ----- | ----------- | -------- |
| 長野松竹相生座 | 176席 | DS・DD・SRD | 主に邦画 |
| 長野ロキシー1  | 264席 | DS・DD・SRD | 主に洋画 |
| 長野ロキシー2  | 72席  | DS・DD・SRD | 主に洋画 |

## アクセス
- 長野電鉄長野線「権堂駅」から徒歩3分
  - 土休日等は長野電鉄の割引きっぷ「ながでんシネマきっぷ」[2] が利用できる。
- 長野駅善光寺口からアルピコ交通（川中島バス） 10〜17系統 または ぐるりん号に乗車、「権堂入口」下車徒歩3分